# Cyphalonotus columnifer
Cyphalonotus columnifer là một loài nhện trong họ Araneidae.
Loài này thuộc chi Cyphalonotus. Cyphalonotus columnifer được Eugène Simon miêu tả năm 1903.